# Lockhartia dipleura
Lockhartia dipleura är en orkidéart som beskrevs av Rudolf Schlechter. Lockhartia dipleura ingår i släktet Lockhartia och familjen orkidéer.
Artens utbredningsområde är Costa Rica. Inga underarter finns listade i Catalogue of Life.